# Schlindermanderscheid
Schlindermanderscheid (Luxemburgs: Schlënnermanescht) is een plaats in de gemeente Bourscheid en het kanton Diekirch in Luxemburg.
Schlindermanderscheid telt 165 inwoners (2001).
Asselbur · Bamhaff · Bourscheid · Bourscheid-Moulin · Closdellt · Flebour · Friedbousch · Goebelsmühle · Kehmen · Lipperscheid · Michelau · Scheidel · Schlindermanderscheid · Welscheid

Luxemburgse gemeenten · Kanton Diekirch · Luxemburg